# St. Dionysius (Frankfurt-Sindlingen)
St. Dionysius ist eine katholische Kirche im Stil des Klassizismus in Sindlingen, einem Stadtteil von Frankfurt am Main. Sie ist nach dem christlichen Märtyrer Dionysius von Paris benannt und ein Kulturdenkmal nach dem hessischen Denkmalschutzgesetz.

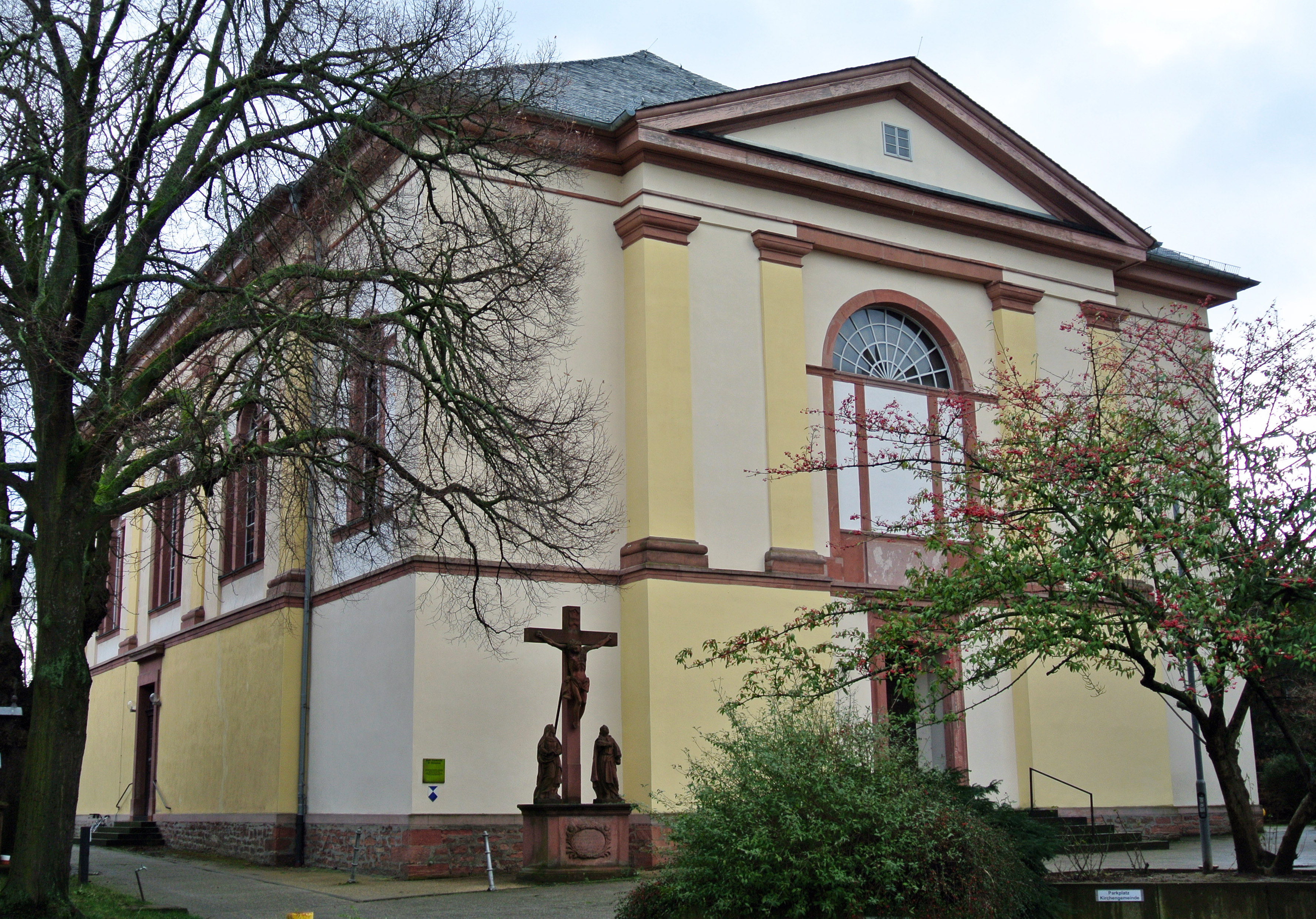
St. Dionysius von Nordwesten

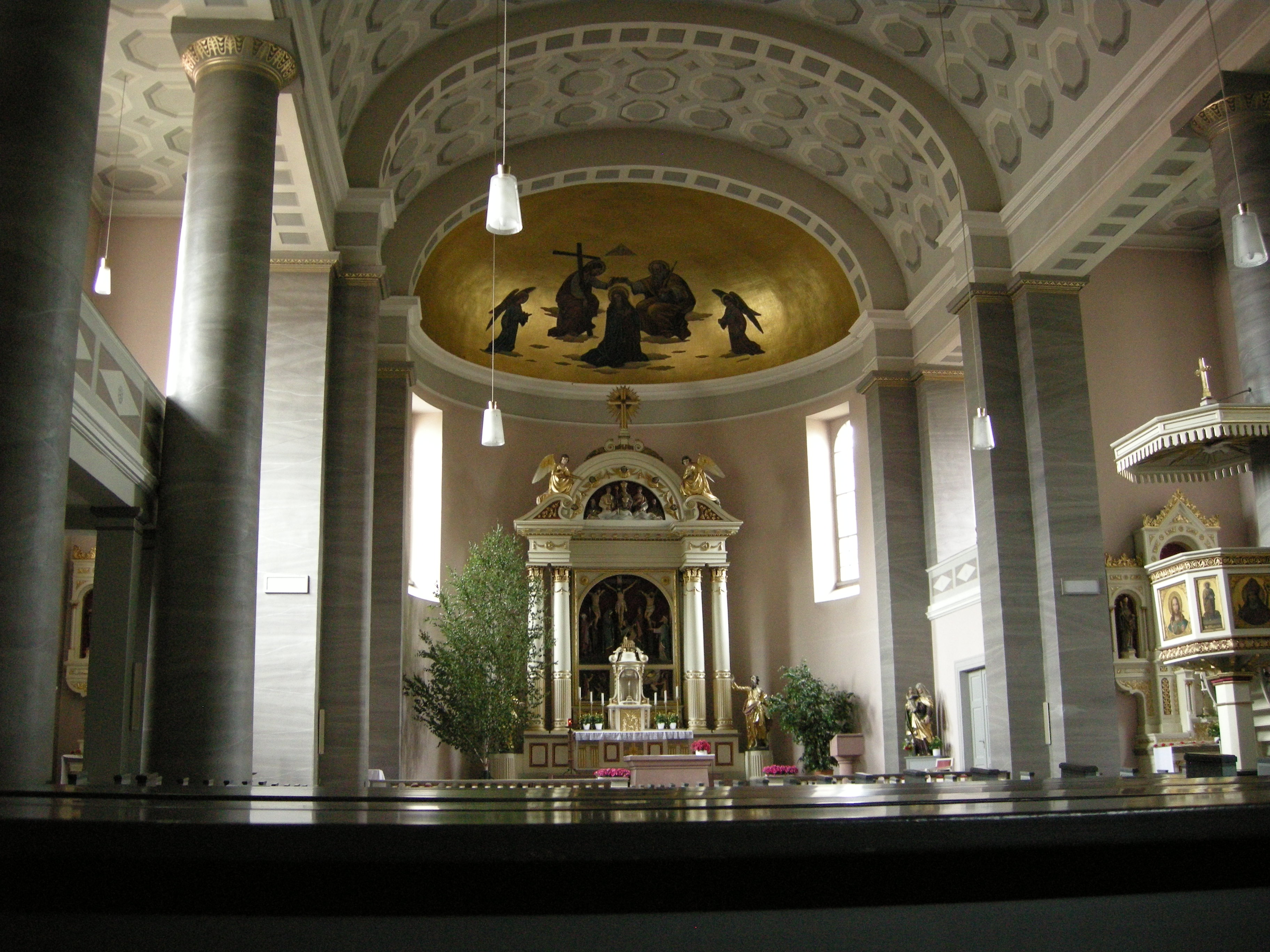
St. Dionysius, Innenraum

## Entstehung
Sindlingen, das im Jahr 763 erstmals urkundlich erwähnt wurde, gehörte bis zum Beginn des 19. Jahrhunderts kirchlich zum Erzbistum Mainz. Im Jahr 1609 wurde anstelle einer Kapelle die Pfarrkirche St. Dionysius errichtet. Sie wurde wiederum 1823 für den Bau des neuen Gotteshauses abgerissen. Im selben Jahr wurde nach Plänen des Architekten Carl Florian Goetz mit dem Bau der klassizistischen Kirche begonnen. Sie wurde 1827 fertiggestellt und wahrscheinlich vom ersten Bischof des neuen Bistums Limburg, Jakob Brand, konsekriert.

## Gemeinde
Die Gemeinde gehört heute zum Pastoralen Raum Frankfurt-Höchst im Bistum Limburg, die die Kirche für kirchliche Veranstaltungen und sonntags meist für eine Wort-Gottes-Feier nutzt. In der Kirche ist auch die Orthodoxe Kirche der Ukraine zu Gast, allerdings (2023) ohne regelmäßige eigene Liturgien.

## Architektur
St. Dionysius liegt am südlichen Rand der dörflichen Ortsmitte von Sindlingen in der Huthmacherstraße. Die Kirche ist etwa 40 Meter lang, 24 Meter breit und nach Osten ausgerichtet. Die klassizistische Architektur ist gekennzeichnet durch einen Gebäudekubus mit tempelartigem Giebel im Westen und einer Apsis im Osten. Pilaster mit Kapitellen deuten eine Säulenordnung an. Diese Schmuckelemente und weitere besondere Bauteile wie das Traufgesims und der Giebel bestehen aus Sandstein. Die verputzten Außenwände sind weiß und gelb angelegt. Rundbogenfenster gliedern die Fassaden. Das Walmdach ist mit Schiefer gedeckt.
Durch das Eingangsportal im Westen betritt man die dreischiffige Basilika und blickt auf die Apsis mit dem Hochaltar. Sie ist mit einer Halbkuppel überdeckt. Das mittlere Kirchenschiff ist von einem Tonnendach überwölbt, das auf vier großen dorischen Säulen lastet und als Kassettendecke gestaltet ist. Die Seitenschiffe sind flach gedeckt und durch hölzerne Emporen gegliedert. Die Fenster leuchten den Altarraum unter der Kuppel hell aus. Die Orgelempore schließt den Raum im Westen ab. Die Oberflächen des Innenraums sind in unterschiedlichen Grau- und Beigetönen gestrichen und teilweise marmoriert. Das Gestühl bietet rund 600 Sitzplätze.

## Ausstattung
Die goldene Kuppel ist mit einer Dreifaltigkeits-Darstellung gestaltet. Gott Vater, Jesus Christus und Heiliger Geist krönen gemeinsam Maria, die Mutter Gottes. Der 1914 geschaffene Hochaltar zeigt eine Kreuzigungsgruppe, in deren Mitte die kniende Maria Magdalena dem toten Jesus die Füße küsst. Vier ionischen Säulen tragen den Architrav des Altars. Figuren der Apostelfürsten Petrus und Paulus flankieren ihn. Über der Kreuzigungsgruppe ist der Kirchenpatron Dionysius mit seinen Gefährten Rustikus und Eleutherius dargestellt. Aufgrund der Liturgiereform durch das zweite Vatikanische Konzil steht seit 1983 vor dem Hochaltar der Volksaltar. Die Kanzel wurde 1844 vor der rechten vorderen Säule eingebaut und zeigt auf goldenem Grund Christus, den Kirchenpatron und die vier Evangelisten. Am Ende der Seitenschiffe steht je ein Altar, der Maria und Josef geweiht ist.
Der Orgelprospekt stammt aus dem Jahr 1831 und wurde noch für die alte, aus der Vorgängerkirche stammende Orgel geschaffen. In das Gehäuse wurde 1931 eine neue Orgel von Johannes Klais eingebaut.